# Coppa Italia 2007-2008 (rugby a 15)
La Coppa Italia 2007-08 fu la 20ª edizione della Coppa Italia di rugby a 15. Per esigenze di sponsorizzazione fu nota come Trofeo AAMS 2007-08 dopo l'accordo commerciale tra Lega Italiana Rugby d'Eccellenza, organizzatrice del torneo, e l'Amministrazione autonoma dei monopoli di Stato.
Benché formalmente ascritta alla stagione sportiva 2007-08 si tenne interamente nella primavera del 2008, durante il Sei Nazioni; come da regolamento, infatti, alle squadre partecipanti non era permesso schierare i giocatori convocati in Nazionale, quindi l'attività internazionale non pregiudicò lo svolgimento della competizione di club.
Ad aggiudicarsi la coppa fu il Parma, seconda affermazione nel torneo, che, tra le mura amiche di un Lanfranchi tutto esaurito, superò in finale il Petrarca con il punteggio netto di 32-10.

## Formula
Le dieci squadre del Super 10 furono ripartite in due gironi all'italiana da cinque squadre ciascuno con partite di sola andata.
Le prime due classificate di ogni girone ebbero accesso alle semifinali in gara unica; ad ospitare la finale fu destinato lo stadio Sergio Lanfranchi di Parma.

## Squadre partecipanti
| Girone A           | Girone B          |
| ------------------ | ----------------- |
| Benetton (Treviso) | Amatori Catania   |
| GRAN Parma         | Calvisano         |
| Petrarca (Padova)  | Capitolina (Roma) |
| Rovigo             | Parma             |
| Veneziamestre      | Viadana           |

## Fase a gironi

### Girone A
| Data             | Incontro                   | Risultato | Sede            |
| ---------------- | -------------------------- | --------- | --------------- |
| 3 febbraio 2008  | Petrarca — GRAN Parma      | 59-10     | Padova          |
| 3 febbraio 2008  | Rovigo — Benetton          | 0-31      | Rovigo          |
| 9 febbraio 2008  | Benetton — Veneziamestre   | 43-0      | Paese           |
| 9 febbraio 2008  | GRAN Parma — Rovigo        | 23-10     | Parma           |
| 16 febbraio 2008 | Rovigo — Petrarca          | 12-45     | Rovigo          |
| 17 febbraio 2008 | Veneziamestre — GRAN Parma | 19-14     | Mogliano Veneto |
| 24 febbraio 2008 | GRAN Parma — Benetton      | 23-38     | Parma           |
| 4 marzo 2008     | Petrarca — Veneziamestre   | 16-7      | Padova          |
| 29 febbraio 2008 | Veneziamestre — Rovigo     | 34-17     | Venezia         |
| 1º marzo 2008    | Benetton — Petrarca        | 17-20     | Paese           |

#### Classifica
|  |    | Squadra       | G | V | N | P | PF  | PS  | P±  | B | Pt |
|  | -- | ------------- | - | - | - | - | --- | --- | --- | - | -- |
|  | 1. | Petrarca      | 4 | 4 | 0 | 0 | 140 | 46  | 94  | 2 | 18 |
|  | 2. | Benetton      | 4 | 3 | 0 | 1 | 129 | 43  | 86  | 4 | 16 |
|  | 3. | Veneziamestre | 4 | 2 | 0 | 2 | 60  | 90  | −30 | 1 | 9  |
|  | 4. | GRAN Parma    | 4 | 1 | 0 | 3 | 70  | 126 | −56 | 1 | 5  |
|  | 5. | Rovigo        | 4 | 0 | 0 | 4 | 39  | 133 | −94 | 0 | 0  |

### Girone B
| Data             | Incontro                     | Risultato | Sede      |
| ---------------- | ---------------------------- | --------- | --------- |
| 3 febbraio 2008  | Capitolina — Parma           | 21-27     | Roma      |
| 3 febbraio 2008  | Amatori Catania — Calvisano  | 13-22     | Milazzo   |
| 8 febbraio 2008  | Calvisano — Capitolina       | 26-11     | Calvisano |
| 9 febbraio 2008  | Viadana — Amatori Catania    | 37-13     | Viadana   |
| 15 febbraio 2008 | Parma — Viadana              | 20-12     | Parma     |
| 17 febbraio 2008 | Amatori Catania — Capitolina | 26-11     | Catania   |
| 24 febbraio 2008 | Calvisano — Parma            | 17-28     | Calvisano |
| 24 febbraio 2008 | Capitolina — Viadana         | 18-19     | Viterbo   |
| 29 febbraio 2008 | Parma — Amatori Catania      | 32-23     | Parma     |
| 29 febbraio 2008 | Viadana — Calvisano          | 27-17     | Viadana   |

#### Classifica
|  |    | Squadra         | G | V | N | P | PF  | PS  | P±  | B | Pt |
|  | -- | --------------- | - | - | - | - | --- | --- | --- | - | -- |
|  | 1. | Parma           | 4 | 4 | 0 | 0 | 108 | 73  | 35  | 2 | 18 |
|  | 2. | Viadana         | 4 | 3 | 0 | 1 | 95  | 68  | 27  | 2 | 14 |
|  | 3. | Calvisano       | 4 | 2 | 0 | 2 | 82  | 79  | 3   | 2 | 10 |
|  | 4. | Amatori Catania | 4 | 1 | 0 | 3 | 75  | 103 | −28 | 0 | 4  |
|  | 5. | Capitolina      | 4 | 0 | 0 | 4 | 61  | 98  | −37 | 3 | 3  |

## Play-off
|  | Semifinali | Semifinali | Semifinali |          |       | Finale | Finale | Finale |  |
|  |            |            |            |          |       |        |        |        |  |
|  | 1A         | Petrarca   | 12         |          |       |        |        |        |  |
|  | 1A         | Petrarca   | 12         |          |       |        |        |        |  |
|  | 2B         | Viadana    | 8          |          |       |        |        |        |  |
|  | 2B         | Viadana    | 8          |          | Parma | Parma  | 32     |        |  |
|  |            |            |            |          | Parma | Parma  | 32     |        |  |
|  |            |            | Petrarca   | Petrarca | 10    |        |        |        |  |
|  | 1B         | Parma      | Petrarca   | Petrarca | 10    | 14     |        |        |  |
|  | 1B         | Parma      |            |          |       |        |        |        |  |
|  | 2A         | Benetton   | 10         |          |       |        |        |        |  |

### Semifinali
| Arbitro: | Giulio De Santis (Roma) |

|                              |      |               |
|                              | mt   | 80+3’ McGrath |
| Mercier 40+1’, 50’, 60’, 65’ | c.p. | 8’ Howarth    |

| Arbitro: | Claudio Passacantando (L'Aquila) |

|                      |      |            |
| Malneek 3’           | mt   | 35’ Ansell |
|                      | tr   | 35’ Duca   |
| Irving 44’, 52’, 60’ | c.p. |            |
|                      | drop | 14’ Duca   |

### Finale
| Arbitro: | Stefano Pennè (Milano) |

| |              | |
| Malneek 8’ Sciaretta 67’ Tejeda 79’ Pascu 80’+3’ | mt           | 40+3’ Koyamaibole |
| Irving 8’, 67’, 80+3’ | tr           | 40+3’ Mercier |
| Irving 3’ | c.p.         | 14’ Mercier |
| Irving 60’ | drop         | |
| · Malneek · 80+1’ R. Pavan · Randle · 47’ Chillon · Rubini · Irving · Pellicena (c) · 79’ Fontana · Tejeda · 53’ Staibano · 50’ Taele · Taylor · 71’ Sciarretta · 80’ Ainley · Vosawai | Formazioni   | · Martin · Palefau · M. Dallan 41’ · Little · Faggiotto · Mercier · N. Leonardi · Rizzo · Giovanchelli 60’ · Matteralia 41’ · Cavalieri 41’ · Grimes · Lorenzetti 45’ · Galatro (c) · Koyamaibole |
| · 79’ De Marchi · 53’ Winter · 50’ Vallejos Cinalli · 71’ Pascu · 80’ Minto · 47’ G. Pavan · 80+1’ Bricoli                                                                             | Sostituzioni | · Gatto 60’ · Paoletti 41’ · Davis 41’ · Padró 45’ · Leaega 41’ |
| Andrea Cavinato | Allenatori   | Pasquale Presutti |